# Musculus rectus capitis posterior minor
Der Musculus rectus capitis posterior minor (lateinisch für „kleinerer hinterer gerader Kopfmuskel“) ist ein kleiner Skelettmuskel des Kopf-Hals-Übergangs, der am Tuberculum posterius des Atlas entspringt und an der unteren Nackenlinie (Linea nuchae inferior) des Hinterhauptbeins ansetzt. Er liegt im tiefen Nackendreieck medial des Musculus rectus capitis posterior major und ist vom darüberliegenden Musculus semispinalis capitis bedeckt.
Der Musculus rectus capitis posterior minor zählt zur hinteren Gruppe der subokzipitalen Muskeln und streckt das erste Kopfgelenk.